# Пјан Остерија (Белуно)
Пјан Остерија (итал. Pian Osteria) је насеље у Италији у округу Белуно, региону Венето.
Према процени из 2011. у насељу је живело 6 становника. Насеље се налази на надморској висини од 1100 м.